# Parafia Wszystkich Świętych w Niewieszu
Parafia Wszystkich Świętych w Niewieszu – parafia rzymskokatolicka, znajdująca się w diecezji włocławskiej, w dekanacie uniejowskim. 